# Hoot (film)
Hoot è un film del 2006, scritto e diretto da Wil Shriner, tratto dall'omonimo romanzo di Carl Hiaasen, prodotto da Walden Media e New Line Cinema.

## Trama
Lo studente Roy è costretto dal lavoro del padre all'ennesimo trasferimento di casa, stavolta dal Montana, di cui ama gli ampi spazi naturali, ad un ambiente completamente diverso, quello della Florida, più precisamente al Coconut Cove. Da un lato deve affrontare le prevedibili e già ben sperimentate difficoltà del "nuovo arrivato", in questo caso ad opera del bullo locale Dana Matherson, finché non rompe accidentalmente il naso di Matherson mentre viene molestato sullo scuolabus e lotta per liberarsi. Di conseguenza, Roy viene sospeso dall'uso dello scuolabus per tre giorni e deve scrivere a Dana una lettera di scuse come punizione. Roy diventa lentamente amico di Beatrice "The Bear" Leep e del suo fratellastro "Mullet Fingers". Rimane però incuriosito dalla vista di un misterioso coetaneo che corre in giro a piedi scalzi, del quale però non vi è traccia a scuola.
Il suo interesse attira l'ostile attenzione della scontrosa Beatrice "l'Orsa", atletica giocatrice di calcio, che dopo l'iniziale diffidenza ne riconosce la sincerità d'animo. Gli permette anche di fare la conoscenza di colui che altri non è che il suo fratellastro, da lei soprannominato "Mullet Fingers" ("dita da triglia", per la sua straordinaria capacità di pescare a mani nude): il ragazzo è scappato dal collegio militare in cui era stato mandato dalla madre e ora vive nascosto in una barca in secca. Dedica tutte le sue energie, anche a rischio della propria latitanza, ad evitare che la costruzione del locale punto vendita di una catena nazionale di negozi di frittelle distrugga l'habitat naturale di alcune civette delle tane.
Ad indagare, senza successo, sui suoi ripetuti sabotaggi a danno del cantiere dove sta per essere costruito un ristorante "Mother Paula's Pancake House", supervisionato dal manager regionale corrotto Chuck Muckle, c'è il volenteroso ma ingenuo poliziotto Delinko. Costui anzi si rivela d'aiuto quando i tre ragazzi, organizzando una finta inaugurazione anticipata del cantiere, riescono a far conoscere la situazione a cittadinanza e mass media. Dimostrano che Muckle, il responsabile dell'azienda, ha deliberatamente ignorato i danni ambientali, e riescono così a sventare il pericolo per le civette.
Presto Roy scopre che per costruire la pancake house, devono prima uccidere i gufi delle tane che vivono sul posto. Mullet Fingers ha fatto di nascosto scherzi per fermare la costruzione (inclusa l'etichettatura dell'auto di Delinko), ma Beatrice deve confidare Roy quando viene gravemente morso dai cani da guardia. Roy si unisce alla loro crociata per salvare i gufi in via di estinzione. Leroy "Curly" Branitt, il caposquadra edile assediato, sta cercando di portare avanti il programma di costruzione, nonostante la presenza dei gufi, a causa degli abusi quotidiani da parte di Muckle al telefono, e più tardi di persona.
Il trio rivela a Delinko e al resto della città che ci sono dei gufi delle tane nel terreno. Riescono quindi a convincere tutti a stare zitti abbastanza a lungo da permettere ai gufi di emergere, e Delinko mette Muckle in manette. Kimberly, l'attrice che interpreta Madre Paula, offre a Coconut Cove il sito come riserva di gufi nell'interesse del controllo dei danni e licenzia pubblicamente Muckle.
I genitori di Roy decidono di restare in Florida. L'agente Delinko viene finalmente promosso a detective e ottiene un'auto di pattuglia senza contrassegni (fino a quando non la fa retromarcia accidentalmente da un molo di pesca). Dana viene mandato alla scuola militare come punizione, dove viene vittima di bullismo da parte dei sergenti istruttori come vendetta per il suo atteggiamento meschino. Muckle presta servizio alla comunità per 90 giorni (poi, dopo essere stato colpito alla testa e aver perso i sensi a causa di una noce di cocco caduta, il giudice estende la sua pena ad altri 30 giorni per essersi sdraiato sul lavoro). La terra viene donata e trasformata in un santuario degli animali in modo che i gufi possano continuare a vivere lì. Curly e Kimberly lasciano la Pancake House di Madre Paula per allevare cani, e Roy continua ad essere amico di Beatrice e Mullet Fingers.